# Viktoria Tolstoy
Viktoria Tolstoy, nom de scène de Louise Victoria Kjellberg (née le 29 juillet 1974 à Sigtuna) est une chanteuse suédoise.

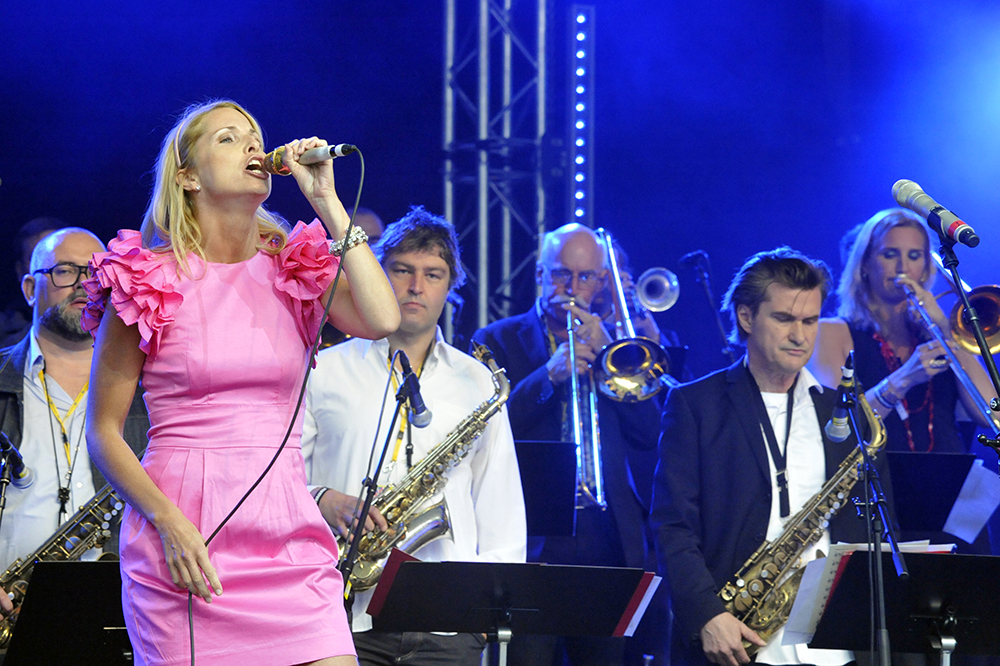
Viktoria Tolstoy sur scène au festival Stockholm Jazz 2010.

## Biographie
Elle grandit à Sigtuna et Uppsala. Grâce à des connaissances de musiciens de jazz, elle intègre un groupe. Elle est la fille du musicologue Erik Kjellberg. Arrière-arrière-petite-fille du côté de sa mère (Marja Tolstoy) de l'écrivain russe Léon Tolstoï, elle en fait son nom de scène. Elle est l'épouse du styliste Per Holknekt de 2001 à 2008. Viktoria Tolstoy se marie en 2012 avec le batteur de jazz Rasmus Kihlberg et ensemble, ils ont deux fils. La famille vit à Limhamn, un quartier de Malmö, depuis 2008.
Elle collabore avec le pianiste Esbjörn Svensson, qui produit et écrit les chansons de White Russian, le premier album scandinave sorti en 1997 par le légendaire label Blue Note Records.
En 2003, elle signe un contrat d'exclusivité avec le label ACT. Pour l'album Shining on You de 2004, elle interprète des chansons écrites par Esbjörn Svensson, accompagnée par Toots Thielemans et Nils Landgren. En 2006, Tolstoy enregristre une reprise de la chanson Te Amo Corazón, chanson que Prince publia en 2005, en tant que premier single de son album 3121.
L'album My Russian Soul, sorti à l'automne 2008, est basé sur des morceaux de musique russe, dont la sélection s'inspire de compositeurs classiques, notamment Piotr Ilitch Tchaïkovski, ainsi que de chansons folkloriques russes. Les titres sont arrangés par Jacob Karlzon et Joakim Milder, les textes sont principalement d'Anna Alerstedt.

## Discographie
- 1994 : Smile, Love and Spice
- 1996 :  För älskad
- 1997 :  White Russian
- 2001 : Blame It on My Youth
- 2004 : Shining on You
- 2005 : My Swedish Heart
- 2006 : Pictures of Me
- 2008 : My Russian Soul
- 2011 : Letters to Herbie
- 2013 : A Moment of Now (avec Jacob Karlzon)
- 2017 : Meet Me at the Movies
- 2020 : Stations